# Saluto di Bellamy

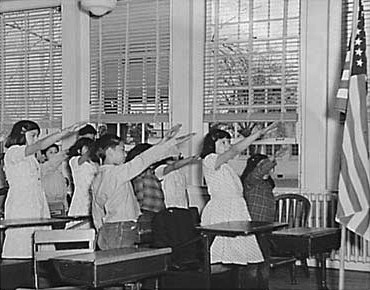
Ragazzi statunitensi omaggiano la bandiera americana con il saluto di Bellamy (1941)

Il saluto di Bellamy è una forma di saluto ideata da Francis Bellamy, l'autore del Pledge of Allegiance statunitense.

## Descrizione
Lo scrittore Bellamy, quando compose il testo di giuramento di fedeltà alla bandiera statunitense nel 1892, vi aggiunse anche un gesto d'accompagnamento caratterizzato dal braccio e mano tesi in avanti verso la bandiera. Nel fare ciò, a sua volta Bellamy si era ispirato a un tipo di saluto romano.
Nel 1942, poiché il saluto alla bandiera somigliava molto a quello che era in voga in Germania e in Italia, il presidente Franklin Delano Roosevelt decise di cambiarlo e istituì al suo posto il gesto della mano sul cuore come saluto alla bandiera durante l'esecuzione dell'Inno nazionale (The Star-Spangled Banner). Questo avvenne quando il congresso statunitense adottò ufficialmente il "Codice per la Bandiera" (United States Flag Code) il 22 giugno 1942.